# Freddy Coronel
Freddy Javier Coronel Ortiz (Asunción, 22 luglio 1989) è un calciatore paraguaiano, centrocampista del 12 de Junio.

## Carriera

### Club
Ha giocato nella massima serie dei campionati paraguaiano e kazako.

### Nazionale
Nel 2009 ha giocato 8 partite con la nazionale paraguaiana Under-20.